# Березняги (Россошанский район)
Березняги — хутор в Россошанском районе Воронежской области.
Входит в состав Поповского сельского поселения.

## Население
| 2010 |
| ---- |
| 16   |

## Улицы
На хуторе одна улица — Берёзовая.